# Dencevți, Gabrovo
Dencevți (în bulgară Денчевци) este un sat în comuna Dreanovo, regiunea Gabrovo,  Bulgaria. 

## Demografie
Componența etnică a satului Dencevți
     Bulgari (77,77%)
     Nicio identificare (0%)
     Altele (22,22%)
La recensământul din 2011, populația satului Dencevți era de 18 locuitori. Din punct de vedere etnic, majoritatea locuitorilor (77,77%) erau bulgari. Pentru 0,0% din locuitori nu este cunoscută apartenența etnică.